# Agente 007 - Licenza di uccidere
Agente 007 - Licenza di uccidere (Dr. No) è un film del 1962 diretto da Terence Young.
Si tratta del primo capitolo della serie dedicata all'agente segreto britannico James Bond. Ispirato al romanzo Licenza di uccidere di Ian Fleming pubblicato nel 1958, fu adattato da Richard Maibaum, Johanna Harwood e Berkeley Mather e prodotto da Harry Saltzman e Albert R. Broccoli.
Nonostante sia stato il primo libro a essere portato sullo schermo, Licenza di uccidere non è il primo romanzo di Fleming: la comparsa di James Bond avvenne infatti in Casino Royale, uscito nel 1953.
Pur realizzata a basso costo, la pellicola si rivelò un grande successo commerciale e la prima di una longeva serie. Già da questo primo capitolo sono presenti alcuni dei marchi di fabbrica dei film di 007 come la cosiddetta sequenza gunbarrel e la raffinata elaborazione stilistica dei titoli di testa.

## Trama
(Sylvia Trench e 007 al tavolo del casinò)
Tre uomini, presumibilmente ciechi, camminano per Kingston, nella Giamaica britannica. I tre avvicinano John Strangways, un ufficiale della stazione J dell'MI6, il quale dà loro del denaro come elemosina: tuttavia questi gli sparano e lo nascondono nel carro funebre di un complice. In seguito, irrompono nello studio della segretaria di Strangways, la uccidono mentre si trova in comunicazione radiofonica con l'Inghilterra, e trafugano cartelle di documenti contrassegnate "Crab Key" e "Doctor No".
Come contromossa, James Bond, un agente segreto dell'MI6 appartenente alla Sezione Doppio 0 con nome in codice "007", viene convocato a Londra nell'ufficio del suo superiore, M, il quale gli assegna l'incarico di scoprire cosa si nasconda dietro la scomparsa di Strangways e quali siano stati i suoi rapporti con la CIA riguardo a un caso di sabotaggio tramite onde radio di un lancio missilistico statunitense. L'agente segreto, il cui status all'interno dei servizi segreti gli garantisce la licenza di uccidere, viene anche avvisato della presenza sul luogo di un collega della CIA, Felix Leiter, con cui dovrà collaborare.
Costretto a sostituire la sua vecchia Beretta M34 con una più moderna Walther PPK, che gli viene consegnata dal maggiore Boothroyd, Bond parte quindi per la Giamaica: arrivato all'aeroporto di Kingston, mentre una misteriosa ragazza cerca di fotografarlo, un tassista si offre di accompagnarlo a casa del governatore Pleydell-Smith. I sospetti di Bond riguardo all'identità dell'autista sono fondati, infatti si tratta di un scagnozzo del misterioso dottor Julius No. In seguito a uno scontro con l'agente, il falso tassista si suicida con una sigaretta al cianuro.
Subito dopo 007 si incontra con il governatore e il generale Potter: Bond apprende che Strangways era un grande appassionato di pesca e che spesso affittava la barca di un certo Quarrel, un pescatore del luogo; questi inizialmente non collabora, non essendo sicuro delle intenzioni del nuovo arrivato. Dopo che l'agente mette al tappeto lui e il proprietario del bar locale, Quarrel scopre, grazie all'intervento di Leiter, la reale identità di 007.
Mentre indaga in casa di Strangways, Bond trova il biglietto da visita di un certo professor Dent, che aveva aiutato il primo a identificare campioni di rocce provenienti da un'isola vicino a Kingston chiamata Crab Key: secondo Dent si trattava di semplice pirite, ma Bond scopre che in realtà si tratta di materiale radioattivo. Dent è infatti al servizio del Dr. No, un eccentrico scienziato sino-tedesco con protesi di acciaio al posto delle mani, proprietario di Crab Key, che ha ordinato di eliminare Bond. Dopo aver fallito una prima volta con una tarantola, Dent usa la segretaria del governatore, Miss Taro, per attirare 007 in un'altra trappola: la donna invita Bond al suo alloggio ma, mentre l'agente vi si sta recando viene attaccato da sconosciuti in auto; Bond riesce a distanziarli e gli inseguitori precipitano da un burrone mentre Miss Taro, dopo aver ceduto al fascino di Bond, viene arrestata. È ormai notte e Bond capisce che Dent arriverà da un momento all'altro, sicché ricorre a uno stratagemma per salvarsi; il professore tenta inutilmente di eliminarlo, ma viene ucciso a sua volta.
Bond e un diffidente Quarrel, quest'ultimo intimorito dalle tante leggende che circolano sull'isola, in particolare circa la presenza di un pericoloso drago, si recano quindi a Crab Key dove incontrano una giovane cercatrice di conchiglie, Honey Ryder, il cui padre è stato ucciso dal dottor No; di lì a poco, vengono attaccati da una barca. Dopo essersi nascosti lungo un fiume, i tre si avvicinano al centro dell'isola quando si trovano faccia a faccia con il "drago" del Dr. No, che non è altro che un carro armato dotato di lanciafiamme: Quarrel muore bruciato mentre Bond e Honey vengono catturati dal dottore.
I due vengono tenuti prigionieri da No in una lussuosa residenza e, durante la cena, lo scienziato rivela che in passato era il vicepresidente di un tong e che ora lavora con la SPECTRE, una potente multinazionale del crimine, allo scopo di sabotare le missioni spaziali americane e vendicarsi contemporaneamente dell'Oriente e dell'Occidente, entrambi rei di aver rifiutato le sue conoscenze in passato.
Dopo la cena Bond viene narcotizzato dal Dr. No e portato in cella, ma evade attraverso le condutture d'aerazione; travestendosi da tecnico di laboratorio, riesce a sovraccaricare il reattore utilizzato per il dirottamento delle navi spaziali. Bond uccide quindi il Dr. No facendolo cadere nella vasca di raffreddamento del reattore nucleare e fugge con Honey prima che la base esploda. I due, a bordo di una barca, vengono soccorsi da Leiter, che getta loro una cima. Bond lascia andare la cima, rimanendo romanticamente con Honey in balia delle onde.

## Produzione
Quando Harry Saltzman acquistò i diritti dei romanzi di Fleming, non aveva ancora idea di come realizzarli. Un altro produttore, Albert R. Broccoli, cercò di farsi vendere da Saltzman i diritti, ma quest'ultimo non ne aveva intenzione. Allora i due decisero di fondare una società, dopo aver ottenuto l'autorizzazione dalla United Artists per produrre la serie, che avrebbe esordito sugli schermi nel 1962. Saltzman e Broccoli crearono due compagnie: la Danjaq (dai nomi delle due mogli dei produttori, Dani e Jacqueline), detentrice dei diritti, e la EON Productions, destinata alla realizzazione dei film.
In cerca di un regista, i due proposero la direzione del film a Guy Green, Guy Hamilton e Ken Hughes, che declinarono l'offerta. Si fece avanti invece Terence Young, che sarebbe stato considerato, anni dopo, il padre del vero James Bond cinematografico.
Il primo film della serie avrebbe dovuto essere Agente 007 - Thunderball (Operazione tuono), ma in quegli anni era in corso un'aspra battaglia legale con Kevin McClory, cosceneggiatore dello script originale da cui Fleming aveva tratto il suo omonimo romanzo. Quindi Saltzman e Broccoli decisero di esordire con Licenza di uccidere.

### Scelta del protagonista

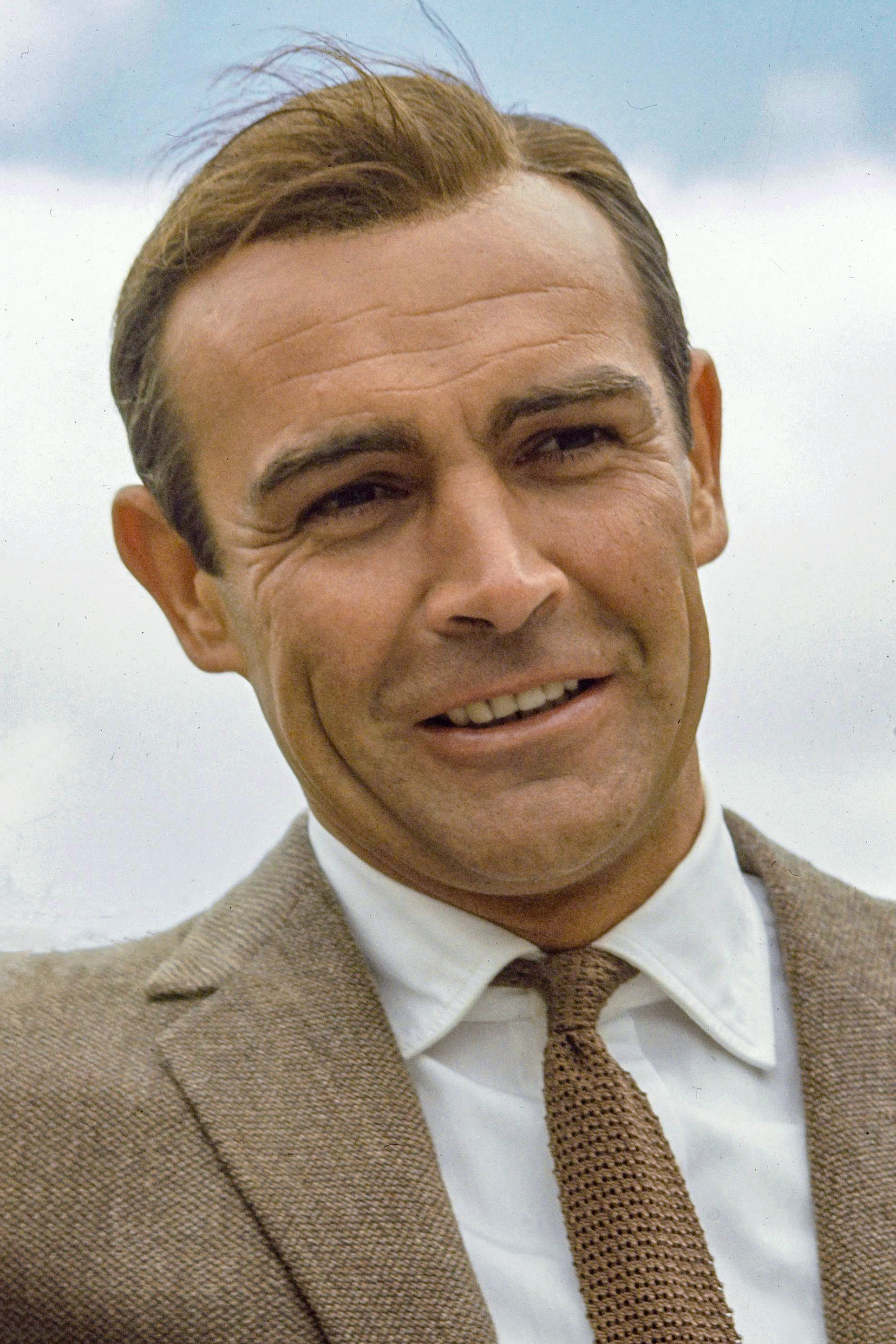
Sean Connery è il primo interprete cinematografico di James Bond.

Per aumentare la fama dei romanzi di Fleming, che non avevano ottenuto una larga popolarità nel corso degli anni, i due produttori decisero di cercare un attore noto. Cary Grant fu la prima scelta di Broccoli (di cui era stato testimone di nozze) e Saltzman, ma il contratto con lui prevedeva che interpretasse un solo film; alla fine fu lo stesso Grant ad abbandonare il progetto poiché, avendo già 58 anni, si riteneva troppo vecchio per prendere parte a una serie di cui erano previsti fin dal principio vari capitoli successivi. Fra gli altri attori proposti ci furono anche Patrick McGoohan, che sarebbe divenuto protagonista della serie televisiva Il prigioniero, James Mason e David Niven, quest'ultimo una proposta di Fleming, che avrebbe anche voluto l'amico Noël Coward per la parte del dottor No. Niven avrebbe poi interpretato il film parodia James Bond 007 - Casino Royale nel 1967.
Seconda proposta di Fleming era Roger Moore, che all'epoca era l'interprete della serie Il Santo, mentre il regista Young preferiva Richard Johnson. Il nome di Moore come candidato al ruolo di Bond non fu reso pubblico prima del 1967, quando Saltzman affermò che avrebbe potuto essere un ottimo 007; l'attore sarà scelto solo nel 1973 per il film Agente 007 - Vivi e lascia morire.
Alla fine i produttori decisero di puntare su Sean Connery, un giovane attore scozzese all'epoca praticamente sconosciuto al grande pubblico. Sopravvive la leggenda secondo cui Connery avrebbe ottenuto la parte vincendo un concorso: all'epoca fu effettivamente indetto un concorso da parte del giornale London Express per la scelta del James Bond cinematografico, e Connery vi partecipò, ma si classificò "solo" al 3º posto; il vincitore risultò invece Peter Anthony, un attore pubblicitario, che, secondo Broccoli, assomigliava per capacità a Gregory Peck. In realtà Connery fu scelto per il ruolo di 007 grazie alla moglie di Broccoli, che negli Stati Uniti lo notò in un film della Disney e lo caldeggiò al marito dicendogli: «abbiamo trovato il nostro James Bond!»
Determinanti per la scelta finale a favore di Connery furono tre fattori: per primo, l'aver già lavorato con Young nel 1957 in Il bandito dell'Epiro; poi la partecipazione di Peter Hunt, che lavorerà al montaggio di Licenza di uccidere e in vari ruoli nei primi sei film della serie, oltre ad aver curato il montaggio di A 077, dalla Francia senza amore, altra pellicola interpretata da Connery; e infine la somiglianza del suo volto con quello conferito a Bond da John McLusky nella trasposizione a fumetti dei romanzi di Fleming.

### Cast

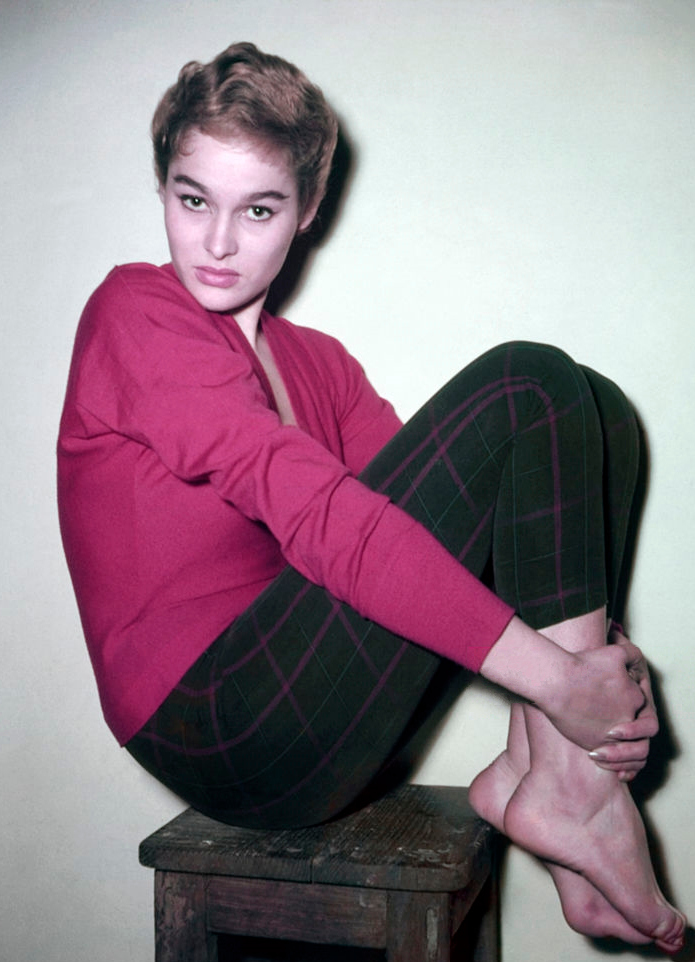
Ursula Andress è Honey Ryder, la prima e a posteriori più iconica Bond girl della saga.

Il resto del cast è composto da Bernard Lee, interprete dell'ammiraglio Miles Messervy alias M, capo dell'MI6, ruolo che ricoprirà fino al 1979 nel film Moonraker - Operazione spazio. La parte di Miss Moneypenny venne data all'attrice canadese Lois Maxwell che avrebbe rivestito il ruolo della segretaria di M per ventitré anni e quattordici film della serie ufficiale, fino all'abbandono di Roger Moore. Il maggiore Boothroyd della sezione Q è interpretato per la prima e unica volta da Peter Burton (nei seguenti film verrà sostituito da Desmond Llewelyn che girerà in totale diciassette episodi, dal 1963 al 1999).
Il ruolo della Bond girl principale del film, Honey Ryder, venne dato a Ursula Andress, che sfoggia un leggendario bikini bianco da lei stessa disegnato. L'attrice, che a quell'epoca era la moglie di John Derek, è una delle poche Bond girl ad avere poi avuto una carriera di successo. La strada della Andress si intrecciò nuovamente con quella di 007 nel parodistico Casino Royale (1967). Quanto al bikini di Ursula, fu messo all'asta da Christie's nel 2001 e venduto per 60.000 euro.
L'avversario eponimo della vicenda è il dottor No. Tra i primi candidati alla parte vi era Noël Coward, amico di Ian Fleming e suo vicino di casa in Giamaica. Coward non venne mai veramente preso in considerazione, anche perché rifiutò il ruolo. Quando scrisse il libro Fleming pensava a suo cugino Christopher Lee (che interpreterà il killer Francisco Scaramanga in Agente 007 - L'uomo dalla pistola d'oro nel 1974). Lee declinò il ruolo a causa di altri impegni. Alla fine la parte andò all'attore americano Joseph Wiseman, che esibisce un make-up orientale, mani artificiali (in luogo delle chele metalliche che il personaggio sfoggiava nel libro) e una giacca dal collo alla coreana che diverrà uno dei capi di abbigliamento preferiti dai cattivi bondiani.
Il primo avversario della carriera cinematografica di Bond è il professor Dent, geologo reclutato come assassino dal dottor No. La parte venne data all'attore Anthony Dawson che sarà l'interprete non accreditato di Ernst Stavro Blofeld nei film A 007, dalla Russia con amore (1963) e Thunderball (1965).
Nel film fu inserito il personaggio di Felix Leiter, agente della CIA e compagno di Bond in alcuni dei successivi film della serie. Per la parte venne scelto Jack Lord. Nel corso della serie il personaggio verrà continuamente interpretato da attori diversi. Spalla di Bond nel romanzo e nel film è un isolano delle Cayman, Quarrel, impersonato da John Kitzmiller. L'attrice Eunice Gayson interpreta infine il ruolo di Sylvia Trench, la prima Bond girl assoluta ad apparire sullo schermo; il personaggio comparirà anche nelle prime scene del successivo capitolo A 007, dalla Russia con amore.

### Riprese
La pellicola fu girata in location come Londra (Inghilterra) e Kingston (Giamaica); qui venne ricreata e ambientata Crab Key, un'isola fittizia ma collocata nella zona.
Gli interni sono stati filmati nei Pinewood Studios di Londra, dove attualmente esiste ancora lo 007 Stage.

## Temi
Licenza di uccidere introdusse i classici marchi di fabbrica della serie di James Bond. Dal James Bond Theme, il celebre tema musicale di Monty Norman, alla sequenza gunbarrel ideata da Maurice Binder, dalla SPECTRE alla Walther PPK. Tutte caratteristiche distintive della serie, insieme alla licenza di uccidere, agli ambiziosi cattivi e ai loro vari scagnozzi, fino agli alleati di Bond come Felix Leiter, l'agente CIA che qui fa la prima apparizione.

## Accoglienza

### Pubblico
Licenza di uccidere venne presentato in anteprima mondiale a Londra il 5 ottobre 1962. Girato con un budget di 1 milione di dollari, ne incassò 16 solo negli Stati Uniti d'America. Attualmente la pellicola è situata al quarto posto della classifica dei film di James Bond di maggior successo..
Il film uscì in Italia, tra le altre città, il 17 gennaio 1963 a Torino e il giorno seguente a Milano; in piena estate – secondo gli usi distributivi dell'epoca – era ancora in programmazione, piazzandosi poi quattordicesimo nella classifica incassi della stagione 1962-1963. L'anno dopo A 007, dalla Russia con amore risulterà terzo, mentre nella stagione seguente Agente 007 - Missione Goldfinger sarà primo.
Tra le programmazioni italiane successive del film se ne contano una nel 1971 e un'altra nel 1972, in occasione del festival "Tutti contro James Bond".

### Critica
Licenza di uccidere ottenne globalmente reazioni miste da parte della critica. Gli oppositori criticarono perlopiù l'umorismo sardonico di Connery, ritenendolo inappropriato, e affermarono che Ursula Andress non era abbastanza attraente.
In Italia i giornali non prestarono molta attenzione al film appena uscito: il Corriere d'Informazione lo liquidò con un trafiletto di poche righe, quasi tutte dedicate alla trama; l'unico giudizio fu che «il finale è inverosimile». Anche Stampa Sera gli dedicò poche e talvolta erronee battute, definendo Connery «attore irlandese», chiamando «ispettore Bond» il personaggio, collocando la pellicola nel genere «poliziesco» e attribuendo a Cape Canaveral «attività nucleari» di cui non v'è traccia nella pellicola (e nemmeno nella realtà).
Decenni dopo, le recensioni di vari critici rivalutarono il film, visto anche il successo duraturo della serie cui diede il via. Su tutti Leonard Maltin, secondo cui «il primo film di James Bond è il meno pretenzioso e, al contempo, quello con la storia più densa; la miglior produzione tratta dalla storia di Ian Fleming».
Simile rivalutazione si ebbe da parte della critica italiana. Per Il Morandini è un film di spionaggio «dove le dosi dell'avventura, della stravaganza e di un'aguzza parodia tra le righe sono abilmente calcolate. E la giovane Ursula che esce dal mare è diventata memoranda». Paolo Mereghetti scrive che «in questo folgorante esordio di 007 [...] lasciarono il segno anche la sensualità della Andress che pesca in bikini bianco, gli sfondi esotici, i metodi da brivido con cui i nemici di Bond provano a eliminarlo, i bellissimi titoli di testa».

## Riconoscimenti
- 1964 – Golden Globe
  - Migliore attrice debuttante a Ursula Andress

## Record
- Nel 1999 il British Film Institute l'ha inserito al 41º posto della lista dei migliori cento film britannici del XX secolo.[15]
- La celebre battuta di presentazione dell'agente 007 («Bond. James Bond.») è stata inserita nel 2005 nella lista delle cento migliori citazioni cinematografiche di tutti i tempi stilata dall'American Film Institute, nella quale figura al 3º posto;[16] il personaggio, nella sua apparizione in questo film, compare inoltre al 3º posto della lista, sempre stilata dall'AFI, dei 100 eroi cinematografici più famosi.[17]

## Edizione italiana
Il film uscì nelle sale cinematografiche in Italia il 9 febbraio 1963, con la versione italiana curata da Roberto De Leonardis per la società Royfilm. Il doppiaggio, invece, venne eseguito presso la Fono Roma con la partecipazione della C.D.C.
Nella versione italiana alcune parole inglesi sono state tradotte con termini italiani usati oggi raramente: «indipendente» traduce freelance (la fotografa bloccata nel caffè), «transistòri» traduce, invece, transistor. Non mancano, tuttavia, alcune libertà di adattamento, come l'aver chiamato «Telegraph» il giornale cui la fotografa dice di collaborare, che nell'originale è The Daily Gleaner, antica testata giamaicana tuttora esistente. Altra curiosità è che nel doppiaggio in lingua italiana il nome «Strangways» viene sempre pronunciato omettendo la "s" finale.